# Phoenix-Cobra
Phoenix-Cobra war eine deutsche Automarke.

## Unternehmensgeschichte
Das Unternehmen Classic Motors Design GmbH, auch mit CMD abgekürzt, begann 1985 in Düsseldorf unter Leitung von Michael Fröhlich mit der Produktion von Automobilen. Der Markenname lautete Phoenix-Cobra. Etwa 1993 endete die Produktion. Auch Cobra Kuhn aus Krefeld vertrieb zeitweilig das Modell.

## Fahrzeuge
Das einzige Modell war die Nachbildung eines klassischen Modells. Als Vorbild diente die AC Cobra. Für den Antrieb sorgte ein V8-Motor mit bis zu 7400 cm³ Hubraum und 420 PS Leistung. Auf den Fahrzeugrahmen gab es eine lebenslange Garantie. Die Karosserie bestand aus Kunststoff.
Im April 2018 bot ein Händler ein Fahrzeug an.